# 成海瑠奈
成海 瑠奈（なるみ るな、1995年11月19日 - ）は、日本の元女性声優。広島県出身。2021年まで活動し、活動期間はスターダストプロモーションに所属していた。

## 経歴
高校卒業後、代々木アニメーション学院広島校の声優アニメソングコースに通い、2年生だった2015年9月に東京校へ転入した。
卒業後の2016年4月、スターダストプロモーション制作3部（現 第三事業部）に新設された声優部の第1回オーディションを経て同事務所に所属。
2017年1月、スターダストプロモーション声優部所属の新人声優により結成されたユニット「サンドリオン」のメンバーとなる。メンバーカラーは黄色。
2018年からはゲーム『アイドルマスター シャイニーカラーズ』で三峰結華役を演じ、サンドリオンとしても同作品のメンバーとしてもライブ出演をしていた。
2021年10月6日、『シャイニーカラーズ』の生配信番組に出演予定だったところ、配信開始の約30分前になり、体調不良のため出演を見合わせることが発表された。以降も体調不良による生配信番組の欠席が続き、同月15日、体調不良のため芸能活動を当面休止することが所属事務所より発表された。
2021年10月18日、所属ユニット「サンドリオン」より脱退することを発表。
2021年12月31日をもって芸能界を引退。

## 人物
高校生のときに将来就きたい仕事を考えた際、一番好きなことがゲームやアニメだったことから、好きな道を進みたいという気持ちで代々木アニメーション学院に進んだ。学院の中で声優を目指す仲間から刺激を受けていち早く上京したい気持ちが湧き、学院の東京校のオーディションを経て単身で上京した。
声優になった当初は、歌とダンスもできるマルチな声優を目指した。その後は「飽きられない声優になりたい」という願望を持っていた。休日はゲームをして過ごす。
趣味・特技はアニメ・ドラマ鑑賞、歌。保有資格は調理検定一級、被服検定一級。

## 後任
成海の引退後、持ち役を引き継いだ人物は以下の通り。
| 後任       | 役名             | 作品                                                      | 後任の初出演             |
| ---------- | ---------------- | --------------------------------------------------------- | ------------------------ |
| 三澤紗千香 | 仙石原三香沙     | 『温泉むすめ』                                            | 2021年12月30日以降       |
| 会沢紗弥   | 神無月空         | 『アクション対魔忍』                                      | 2022年1月11日更新以降    |
| 会沢紗弥   | 為栗メロ         | 『駅メモ！ - ステーションメモリーズ！-』                  | 2022年1月21日更新以降    |
| 加藤聖奈   | エーリカ         | 『この素晴らしい世界に祝福を！ ファンタスティックデイズ』 | 2022年1月12日更新以降    |
| 希水しお   | 三峰結華         | 『アイドルマスター シャイニーカラーズ』                   | 2022年3月31日更新以降    |
| 各務華梨   | 猫ヶ洞青         | 『Reバース for you』                                      | 2022年以降               |
| 村上奈津実 | ルイス・キャロル | 『モンスターストライク』                                  | 『キュービックスターズ』 |

## 出演
太字はメインキャラクター。

### テレビアニメ
2018年
- 人外さんの嫁（女子生徒、生徒）

2019年
- ライフル・イズ・ビューティフル（谷春菜）

2020年
- 異種族レビュアーズ（ライミィ）
- りばあす（猫ヶ洞青、先生）
- 八十亀ちゃんかんさつにっき 2さつめ / 3さつめ（2020年 - 2021年、広島女子 / 淵ちよる） - 2シリーズ
- アルゴナビス from BanG Dream!（女子高生A）

2021年
- プラチナエンド（蟹沢桃子）

### ゲーム
2017年
- 放置少女〜百花繚乱の萌姫たち〜（諸葛亮、夏侯惇、孔明、歩練師）

2018年
- 天空のクラフトフリート（ミズカ、ワンミル）
- ルナクロニクルR（リリー）
- アイドルマスター シャイニーカラーズ（2018年 - 2021年、三峰結華〈初代〉）
- 泉極志 みなかみ美少女温泉記（湯檜曽加耶）

2019年
- モンスターストライク（ルイス・キャロル、ルイス・キャロルα、油切）
- ナイツクロニクル（エウロア）
- 黒騎士と白の魔王（豊臣秀吉）

2020年
- Death end re;Quest2（クリスティーナ・セラム）
- にゃんグリラ（ティティ）
- この素晴らしい世界に祝福を！ファンタスティックデイズ（2020年 - 2021年、エーリカ〈初代〉）
- 逆転オセロニア（ハル）
- 蒼藍の誓い ブルーオース（フランクリン、平海）
- 戦の海賊（ミーティ）
- ステーションメモリーズ!（為栗メロ〈2代目〉）
- CHOJO-CryptoGirlsArena（古門愛美奈）
- アクション対魔忍（神無月空〈初代〉）
- ブレイブソード×ブレイズソウル（征励霆ヱレキテリ）

2021年
- アイドルマスター ポップリンクス（三峰結華〈初代〉）

### デジタルコミック
- 悪役令嬢は嫌われ貴族に恋をする（2021年、リリィ[32]）

### 吹き替え

#### 映画
- 全力スマッシュ（英語版）（2015年、トゥンムン） - 「山口瑠奈」名義

#### アニメ
- ピーターパンと魔法の本（2019年、マイケル）

### ラジオ
※はインターネット配信。
- C.P.United（2017年、ラジオ関西）
- アイドルマスター シャイニーカラーズ はばたきラジオステーション（2018年 - 2021年、アソビストア※） - 週替わりパーソナリティ
- 成海瑠奈魔王城（2021年、ニコニコ生放送※、後半は動画付き）[33]

### テレビ番組
※はインターネット配信。
- 成海瑠奈と八巻アンナの『ナルべく、マキで!』（2019年 - 2021年、ニコニコ生放送※・YouTube※）[34]

### 舞台
- 舞台版「てーきゅう」〜先輩とめぐりあう時間たち〜デイレクターズカット（2016年3月16日 - 21日、日本芸術専門学校大森校劇場） - アンサンブル[35] ※「山口瑠奈」名義
- 七人の塚子（2018年9月20日 - 23日、シアターブラッツ）[36]
- Re:Union（2019年1月24日 - 27日、新宿シアターモリエール） - 宮前みや 役[37][38]

### 映像商品
- 「THE IDOLM@STER SHINY COLORS 1stLIVE FLY TO THE SHINY SKY」Blu-ray（2019年）[39]
- バンダイナムコエンターテインメントフェスティバル 2days LIVE Blu-ray（2020年）[40]
- 「THE IDOLM@STER SHINY COLORS MUSIC DAWN」Blu-ray（2021年）[41]
- 「THE IDOLM@STER SHINY COLORS 2ndLIVE STEP INTO THE SUNSET SKY」Blu-ray （2021年）[42]
- 「THE IDOLM@STER SHINY COLORS 3rdLIVE TOUR PIECE ON PLANET / NAGOYA / TOKYO / FUKUOKA」Blu-ray（2022年）[43]  [44]  [45]

### その他コンテンツ
- LINEスタンプ『アイドルマスター シャイニーカラーズ』（2019年 - 2020年、三峰結華） - 2作品
- メディアミックスプロジェクト『温泉むすめ』（2019年、仙石原三香沙〈初代〉[46]）

## ディスコグラフィ

### キャラクターソング
| 発売日   | 商品名                                                                               | 歌                                                                     | 楽曲                                                                  | 備考                                                                 |
| 2018年   | 2018年                                                                               | 2018年                                                                 | 2018年                                                                | 2018年                                                               |
| -------- | ------------------------------------------------------------------------------------ | ---------------------------------------------------------------------- | --------------------------------------------------------------------- | -------------------------------------------------------------------- |
| 6月6日   | THE IDOLM@STER SHINY COLORS BRILLI@NT WING 01 Spread the Wings!!                     | シャイニーカラーズ                                                     | 「Spread the Wings!!」 「Multicolored Sky」                           | ゲーム『アイドルマスター シャイニーカラーズ』テーマソング            |
| 8月1日   | THE IDOLM@STER SHINY COLORS BRILLI@NT WING 03 バベルシティ・グレイス                 | アンティーカ                                                           | 「バベルシティ・グレイス」 「幻惑SILHOUETTE」 「Spread the Wings!!」  | ゲーム『アイドルマスター シャイニーカラーズ』関連曲                  |
| 12月19日 | THE IDOLM@STER SHINY COLORS SE@SONAL WINTER                                          | シャイニーカラーズ                                                     | 「SNOW FLAKES MEMORIES」 「Let's get a chance」                       | ゲーム『アイドルマスター シャイニーカラーズ』関連曲                  |
| 2019年   |                                                                                      |                                                                        |                                                                       |                                                                      |
| 1月24日  | be with you -Type 2035 Unit Ver.-                                                    | 新田ひかる（黒木ほの香）、宮前みや（成海瑠奈）、澄白飛鳥（高木友梨香） | 「be with you -Type 2035 Unit Ver.」                                  | 舞台『Re:Union』主題歌                                               |
| 3月9日   | THE IDOLM@STER SHINY COLORS SOLO COLLECTION -1stLIVE FLY TO THE SHINY SKY-           | 三峰結華（成海瑠奈）                                                   | 「バベルシティ・グレイス」                                            | ゲーム『アイドルマスター シャイニーカラーズ』関連曲                  |
| 4月10日  | THE IDOLM@STER SHINY COLORS FR@GMENT WING 01                                         | シャイニーカラーズ                                                     | 「Ambitious Eve」 「いつか Shiny Days」                               | ゲーム『アイドルマスター シャイニーカラーズ』関連曲                  |
| 6月12日  | THE IDOLM@STER SHINY COLORS FR@GMENT WING 03                                         | アンティーカ                                                           | 「NEO THEORY FANTASY」 「ラビリンス・レジスタンス」 「Ambitious Eve」 | ゲーム『アイドルマスター シャイニーカラーズ』関連曲                  |
| 8月18日  | THE IDOLM@STER SHINY COLORS SOLO COLLECTION -SUMMER PARTY 2019-                      | 三峰結華（成海瑠奈）                                                   | 「幻惑SILHOUETTE」                                                    | ゲーム『アイドルマスター シャイニーカラーズ』関連曲                  |
| 12月18日 | THE IDOLM@STER SHINY COLORS FUTURITY SMILE                                           | シャイニーカラーズ                                                     | 「FUTURITY SMILE」 「Spread the Wings!!」                             | ゲーム『アイドルマスター シャイニーカラーズ』関連曲                  |
| 2020年   |                                                                                      |                                                                        |                                                                       |                                                                      |
| 2月12日  | THE IDOLM@STER SHINY COLORS SWEET♡STEP                                               | シャイニーカラーズ                                                     | 「SWEET♡STEP」 「Multicolored Sky」                                   | ゲーム『アイドルマスター シャイニーカラーズ』関連曲                  |
| 3月21日  | THE IDOLM@STER SHINY COLORS SOLO COLLECTION -SPRING PARTY 2020-                      | 三峰結華（成海瑠奈）                                                   | 「NEO THEORY FANTASY」                                                | ゲーム『アイドルマスター シャイニーカラーズ』関連曲                  |
| 4月8日   | THE IDOLM@STER SHINY COLORS GR@DATE WING 01                                          | シャイニーカラーズ                                                     | 「シャイノグラフィ」 「Dye the sky.」                                 | ゲーム『アイドルマスター シャイニーカラーズ』関連曲                  |
| 5月13日  | この素晴らしい世界に祝福を！ファンタスティックデイズ テーマソングシングル            | アクセルハーツ                                                         | 「Bright Show」                                                       | ゲーム『この素晴らしい世界に祝福を！ファンタスティックデイズ』挿入歌 |
| 5月13日  | この素晴らしい世界に祝福を！ファンタスティックデイズ テーマソングシングル            | エーリカ（成海瑠奈）                                                   | 「Bright Show」                                                       | ゲーム『この素晴らしい世界に祝福を！ファンタスティックデイズ』関連曲 |
| 7月3日   | Reバース GO!                                                                         | 鶏とナスの三ツ星シチュー                                               | 「Reバース GO!」                                                      | テレビアニメ『りばあす』エンディングテーマ                           |
| 7月3日   | Reバース GO! ⁂（アステリズム）                                                       | 猫ヶ洞青（成海瑠奈）                                                   | 「Reバース GO!」                                                      | テレビアニメ『りばあす』関連曲                                       |
| 7月29日  | THE IDOLM@STER SHINY COLORS SOLO COLLECTION -2ndLIVE STEP INTO THE SUNSET SKY-       | 三峰結華（成海瑠奈）                                                   | 「ラビリンス・レジスタンス」                                          | ゲーム『アイドルマスター シャイニーカラーズ』関連曲                  |
| 8月5日   | Dear Tomorrow                                                                        | アクセルハーツ                                                         | 「Dear Tomorrow」                                                     | ゲーム『この素晴らしい世界に祝福を！ファンタスティックデイズ』挿入歌 |
| 10月31日 | THE IDOLM@STER SHINY COLORS SOLO COLLECTION -MUSIC DAWN-                             | 三峰結華（成海瑠奈）                                                   | 「SNOW FLAKES MEMORIES」                                              | ゲーム『アイドルマスター シャイニーカラーズ』関連曲                  |
| 11月4日  | THE IDOLM@STER SHINY COLORS GR@DATE WING 03                                          | アンティーカ                                                           | 「Black Reverie」 「純白トロイメライ」 「シャイノグラフィ」           | ゲーム『アイドルマスター シャイニーカラーズ』関連曲                  |
| 12月9日  | ミライメモリーズ！                                                                   | 為栗メロ（成海瑠奈）、新阪ルナ（香里有佐）、恋浜みろく（柳原かなこ）   | 「ミライメモリーズ！」                                                | ゲーム『ステーションメモリーズ!』関連曲                              |
| 12月9日  | ミライメモリーズ！                                                                   | 為栗メロ（成海瑠奈）                                                   | 「メロのおでかけ行進曲」                                              | ゲーム『ステーションメモリーズ!』関連曲                              |
| 2021年   |                                                                                      |                                                                        |                                                                       |                                                                      |
| 2月17日  | THE IDOLM@STER SHINY COLORS COLORFUL FE@THERS -Luna-                                 | Team.Luna                                                              | 「リフレクトサイン」                                                  | ゲーム『アイドルマスター シャイニーカラーズ』関連曲                  |
| 2月17日  | THE IDOLM@STER SHINY COLORS COLORFUL FE@THERS -Luna-                                 | 三峰結華（成海瑠奈）                                                   | 「プラスチック・アンブレラ」                                          | ゲーム『アイドルマスター シャイニーカラーズ』関連曲                  |
| 4月14日  | THE IDOLM@STER SHINY COLORS L@YERED WING 01                                          | シャイニーカラーズ                                                     | 「Resonance⁺」 「Color Days」                                         | ゲーム『アイドルマスター シャイニーカラーズ』関連曲                  |
| 4月24日  | THE IDOLM@STER SHINY COLORS SOLO COLLECTION -3rdLIVE TOUR PIECE ON PLANET / TOKYO-   | 三峰結華（成海瑠奈）                                                   | 「Black Reverie」                                                     | ゲーム『アイドルマスター シャイニーカラーズ』関連曲                  |
| 5月29日  | THE IDOLM@STER SHINY COLORS SOLO COLLECTION -3rdLIVE TOUR PIECE ON PLANET / FUKUOKA- | 三峰結華（成海瑠奈）                                                   | 「純白トロイメライ」                                                  | ゲーム『アイドルマスター シャイニーカラーズ』関連曲                  |
| 6月9日   | THE IDOLM@STER SHINY COLORS L@YERED WING 03                                          | アンティーカ                                                           | 「abyss of conflict」 「革命進化論」 「Resonance⁺」                   | ゲーム『アイドルマスター シャイニーカラーズ』関連曲                  |
| 8月18日  | よりそう//メモリー                                                                   | 為栗メロ（成海瑠奈）                                                   | 「ミライメモリーズ！」                                                | ゲーム『ステーションメモリーズ！』関連曲                             |
| 2022年   |                                                                                      |                                                                        |                                                                       |                                                                      |
| 2月14日  | THE IDOLM@STER SHINY COLORS SOLO COLLECTION -L@YERED WING part 1-                    | 三峰結華（成海瑠奈）                                                   | 「abyss of conflict」                                                 | ゲーム『アイドルマスター シャイニーカラーズ』関連曲                  |
| 2月14日  | THE IDOLM@STER SHINY COLORS SOLO COLLECTION -L@YERED WING part 2-                    | 三峰結華（成海瑠奈）                                                   | 「革命進化論」                                                        | ゲーム『アイドルマスター シャイニーカラーズ』関連曲                  |